# Atributo (informática)
En informática, un atributo es una especificación que define una propiedad de un objeto, elemento o archivo. También puede referirse o establecer el valor específico para una instancia determinada de los mismos.
Sin embargo, actualmente, el término atributo puede y con frecuencia se considera como si fuera una propiedad dependiendo de la tecnología que se use.
Para mejor entendimiento, los atributos deben ser considerados más correctamente como metadatos. Un atributo es con frecuencia y en general una característica de una propiedad.

## Ejemplos
Un buen ejemplo es el proceso de asignación de valores XML a las propiedades (elementos). Tenga en cuenta que el valor del elemento se encuentra antes de la etiqueta de cierre (por separado), no en el propio elemento. El mismo elemento puede tener una serie de atributos establecidos (Nombre = "estoesunapropiedad").
Si el elemento en cuestión puede ser considerado una propiedad (Nombre_Cliente) de otra entidad (digamos "cliente"), el elemento puede tener cero o más atributos (propiedades) de su propio (Nombre_Cliente es de Tipo = "tipotexto").
Por ejemplo, en computación gráfica los objetos de planos pueden tener atributos tales como espesor (con valores reales), color (con valores descriptivos como el marrón o verde o los valores definidos en un cierto modelo de color, como RGB), etc Un objeto círculo se puede definir con atributos similares, como un origen y radio.
Lenguajes de marca, como HTML y XML, utilizan los atributos para describir los datos y el formato de los datos, en HTML, algunas etiquetas poseen atributos que proveen detalles como nombres, bordes, tamaño, etc.

## Características
Un atributo de un objeto por lo general consiste de un nombre y un valor; de un elemento, un tipo o nombre de clase; de un archivo, un nombre y extensión.
- Cada atributo nombrado tiene asociado un conjunto de reglas denominadas operaciones: uno no agrega caracteres o manipula y procesa una matriz de enteros como una imagen ni procesa texto como tipo de coma flotante (números decimales).
- Por tanto, una definición de objeto se puede ampliar mediante la imposición de tipos de datos: un formato de representación, un valor por defecto, y las operaciones legales (normas) y restricciones ("¡División por cero no está permitida!") Son todos los que podrían participar en la definición un atributo, o por el contrario, se puede decir que son atributos de ese tipo de objeto. Un archivo JPEG no es decodificado por las mismas operaciones (por muy similares que sean, estos son todos formatos de datos de gráficos) como un archivo BMP o PNG, ni es un número de coma flotante operado por las normas aplicadas a los enteros largos.